# Барні Юелл
Генрі Норвуд Юелл (англ. Henry Norwood Ewell; нар. 25 лютого 1918 — пом. 4 квітня 1996) — американський легкоатлет, який спеціалізувався в бігу на короткі дистанції та стрибках у довжину.

## Із життєпису
Олімпійський чемпіон в естафеті 4×100 метрів (1948).
Двічі бронзовий призер Олімпіади-1948 у бігу на 100 та 200 метрів.
Ексрекордсмен світу з бігу на 100 метрів.
Чемпіон США з бігу на 100 метрів (1941, 1945, 1948) та 200 метрів (1939, 1946, 1947).
Чемпіон США у приміщенні з бігу на 60 метрів (1942, 1945) та стрибків у довжину (1944, 1945).
Після Ігор-1948 через отримання надмірно великих подарунків від місцевої громади, в якій проживав, втратив аматорський статус та надалі брав участь у змаганнях професіоналів, які не визнавались ІААФ.
По закінченні спортивної кар'єри працював в електрокомпанії.
Останніми роками життя внаслідок погіршення здоров'я зазнав операцій з часткової ампутації обох ніг.

## Основні міжнародні виступи
| Рік  | Змагання         | Місто   | Місце            | Дисципліна | Примітки         |
| ---- | ---------------- | ------- | ---------------- | ---------- | ---------------- |
| 1948 | Олімпійські ігри | Лондон  | 2                | 100 м      | Відео на YouTube |
| 1948 | 2                | 200 м   | Відео на YouTube |            |                  |
| 1948 | 1                | 4×100 м | Відео на YouTube |            |                  |

## Визнання
- Член Зали слави легкої атлетики США (1986)[2]